# Mnesicles strigatus
Mnesicles strigatus är en insektsart som först beskrevs av Bolívar, C. 1930.  Mnesicles strigatus ingår i släktet Mnesicles och familjen Chorotypidae. Inga underarter finns listade i Catalogue of Life.